# حصار باريس (845)
كان حصارُ باريس ونهبُ باريس في سنة 845 أوجَ غزو الفايكنغ لفرنسا. كان يقود قوات الفايكنغ شيخُ قبيلةٍ شماليّ يُدعى «رغنهيروس» أو راغنار، الذي يُعرف في ملاحم الأساطير بشخصية راغنار لوثبروك (بالشمالية القديمة: "Ragnarr Loþbrók"، وبالآيسلندية المعاصرة: "Ragnar Loðbrók"). دخلَ أسطول راغنار - المكون من 120 سفينة فايكنغ المحملة بآلاف الرجال - نهرَ السين في آذار وشرعوا بالإبحار في النهر.
شكل الملك الفرنجي شارل الأصلع جيشاً أصغر رداً على ذلك؛ لكن عندما هزمَ الفايكنغ فيلقاً واحداً - الذي كان يُشكل نصف الجيش - انسحبت باقي القوات. وصل الفايكنغ إلى باريس عند نهاية الشهر أثناء عيد الفصح. بعد نهب واحتلال المدينة، انسحب الفايكنغ عندما حصلوا على جزية تبلغ 7000 جنيهاً فرنسياً (2750 كيلوغرام) من الفضة والذهب من شارل الأصلع.

## لمحة عامة
هاجمَ غزاةٌ من فايكنغ الإمبراطوريةَ الفرنجية في سنة 799 (بعد 10 سنوات من أول هجوم فايكنغ معروف في بورتلاند، دورست في إنجلترا)، والذي جعل شارلمان لينشئ نظاماً دفاعياً على طول الساحل الشمالي في سنة 810. صدَّ النظامُ الدفاعيّ هجوماً من الفايكنغ عند مصب نهر السين في سنة 820 (بعد وفاة شارلمان)؛ لكنه فشل في الصمود في وجه الهجمات المتجددة من الفايكنغ الدنماركيين في فريزيا ودورستاد في سنة 834. كانت الهجمات في عامي 820 و 834 غير مرتبطة وقاصرة نسبياً. لم تبدأ الغارات المنظمة حتى منتصف عقد 830، وكان النشاط بالتناوب على ضفتي بحر المانش. كانت غارات الفايكنغ جزءاً من الصراعات بين النبلاء الإسكندنافيين من أجل السلطة والمكانة الاجتماعية. مثل الأمم الأخرى المجاورة للفرنجة، كان الدنماركيون على إطلاعٍ جيد عن الوضع السياسيّ في فرنسا، ففي عقدي 830 و 840 استغلوا اندلاع الحروب الأهلية في فرنسا. جرت غارة في أنتويرب ونورموتير في سنة 836، وفي روان (في نهر السين) في سنة 841، وفي كوينتوفيك ونانت في سنة 842.

## الحصار والاجتياح
في آذار 845، دخل أسطولٌ من الفايكنغ الدنماركيين مكون من 120 سفينة تحوي 5000 رجل نهرَ السين تحت قيادة شيخ قبيلةٍ دنماركيّ يُدعى رغينعروس "Reginherus" أو راغنار. أحياناً تُحدد شخصية راغنار هذا على أنه الشخصية الملحمية الأسطورية راغنار لوثبروك؛ لكن دقة هذا تبقى مسألة متنازع عليها بين المؤرخين. حوالي عام 841، منحَ تشارلز الأصلع راغنارَ أرضاً في تورهوت في فريزيا؛ لكن في نهاية المطاف فقدَ الأرضَ ومعروفَ الملك. عزت فايكنغُ راغنارِ مدينةَ روان في طريقها إلى نهر السين في سنة 845، ورداً على العزو، شكلَ تشارلز - الذي أصر على ألا يُدمر دير القديس دوني الملكيّ (بالقرب من باريس) - جيشاً قسّمه إلى قسمين، كل قسم على ضفة من ضفتي النهر. هاجمَ راغنار وهزمَ أحدَ القسمين من الجيش الفرنجي الأصغر، وأخذ 111 رجلاً منه أسرى وشنقهم في جزيرةٍ في نهر السين. قامَ بذلك لتكريم الإله الشمالي أودين، ولإشاعة الرعب في باقي القوات الفرنجية.

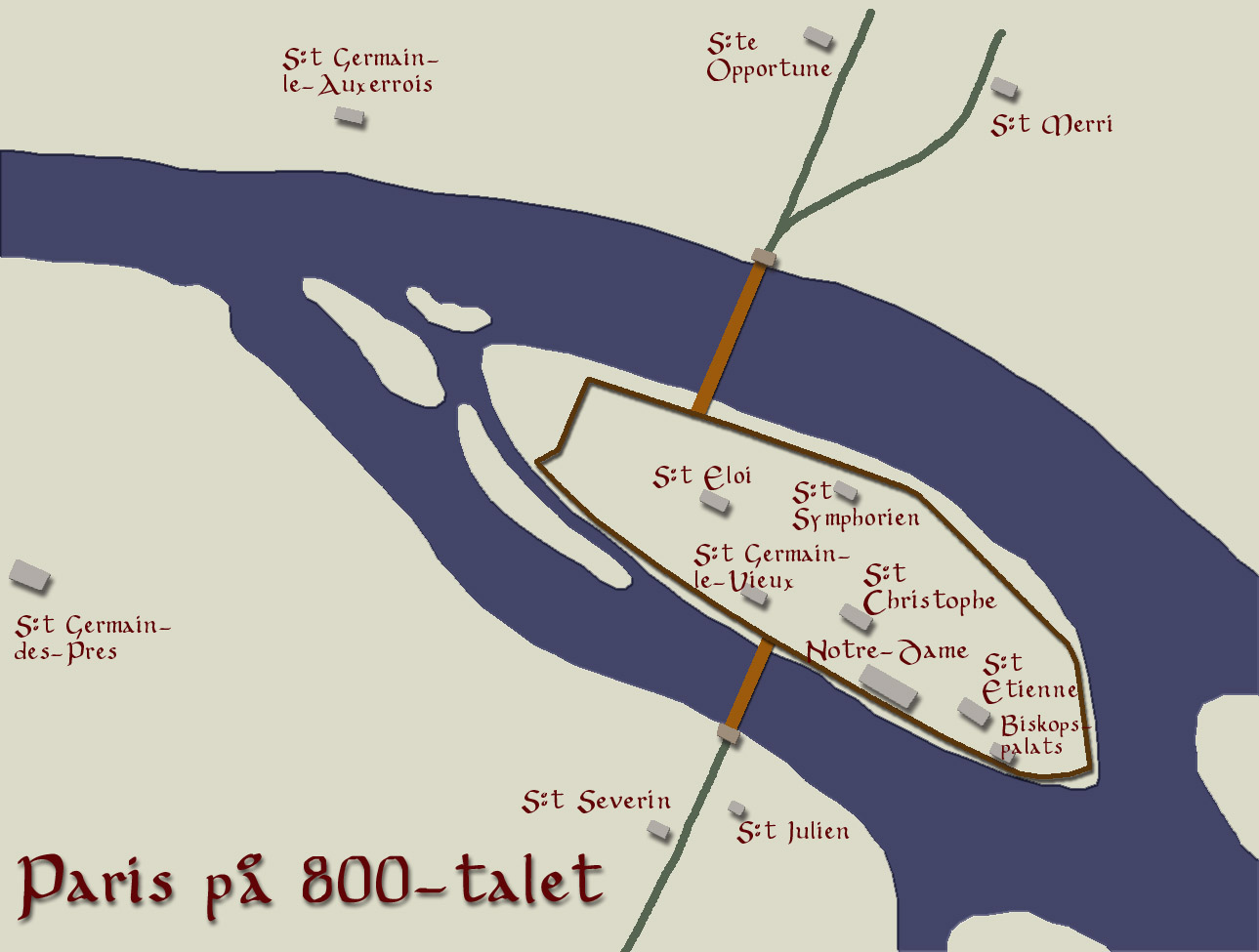
خريطة باريس في القرن التاسع. كانت المدينة تتركز في جزيرة المدينة، جزيرة في نهر السين.

وصل الفايكنغ إلى باريس في عيد الفصح، في 29 آذار، ودخلوا المدينةَ ونهبوها. أثناء الحصار، تفشى الطاعون في مخيمهم. تعرف الشماليون على النصرانية، وبعد أن صلّوا إلى الآلهة الشمالية، صاموا بناءً على نصيحة أحد سجنائهم النصارى، وانحسر الطاعون. لم يستطع الفرنجة تشكيل أي دفاعٍ فعال ضد الغزاة، وانسحب الفايكنغ بعد أن حصلوا على فدية من تشارلز الأصلع، قيمتها 7000 جنيه فرنسي من الفضة والذهب، تُعادل حوالي 2570 كيلوغراماً.2,570 كيلوغرام (5,670 رطل).
بالنظر في خسارة راغنار السابقة، ربما اعتبرت الدُفعة الكبيرة أحدَ أشكال التعويضات لراغنار، والغزوة نفسها عملاً انتقامياً. كانت هذه أول دفعةٍ من ما مجموعه ثلاثة عشر دفعة مما يُدعى «دانغلد»، مُقدمة من الفرنجة إلى الفايكنغ (في هذه المرحلة لم يكن يُعرف صراحةً أن المصطلح قد استخدم). أثناء الإتفاق على الانسحاب من باريس، نهبَ راغنار العديد من المدن على طول الساحل في رحلة العودة، بما في ذلك دير القديس بيرتين.
رغم أن تشارلز تعرض للانتقاد بشدة على منحه فدية كبيرة للفايكنغ، إلا أن كان لديه قضايا أكثر تعقيداً ليحلها في نفس الوقت، تشملُ نزاعاتٍ مع أخوانه، وثوراتٍ إقليمية ونبلاءٍ متمردين، وكذلك الضغط من الخارج. بما أنه كان لديه مشكلة بالثقة في رجال حاشيته (كونتات) لتجميع وقيادة القوات لدحر قوات راغنار العسكرية الأكبر، فإن دفع الجزية لهم يمنح تشارلز وقتاً، وعلى الأرجح سيأمن من غارات الفايكنغ، على الأقل في المستقبل القريب.

## ما بعد الحصار
في نفس السنة، نهبت أساطيل الفايكنغ هامبورغ، حيث رفع البابا غريغوري الرابع الأمرَ إلى الأسقفية في سنة 831 بمبادرة من لويس الورع ليشرف على أراضي الساكسون ولدعم إدخال النصرانية إلى إسكندنافيا. ورداً على ذلك، أرسلَ لودفيش الجرماني بعثةً دبلوماسية، رأَسَها الكونت كوبو (Cobbo) (أحد كونتيّ بلاطه)، إلى بلاط هوريك، مطالباً إياه بالخضوع للملك الفرنجي ودفع تعويضات عن الغزو. وافق هوريك في نهاية المطاف على الشروط وطلب معاهدة سلام مع لويس، ووعدَ أيضاً أن يعيد المال وأسرى الغزوة. أرادَ هوريك على الأرجح تأمين الحدود مع ساكسونيا بما أنه واجه اشتباكاتٍ مع ملك السويد أولوف ونزاعاتٍ داخلية. بموجب المعاهدة، طالب لويس الطاعةَ من هوريك، حيث كان هوريك يبينها بإرسالة البعثات والهدايا بانتظام إلى لويس وتعليق دعمه للغزاة من الفايكنغ.
رغم أن العديد من الفايكنغ ماتوا بسبب الطاعون أثناء حصار باريس، بقي راغنار على قيد الحياة وعاد إلى وطنه عند الملك هوريك. وفقاً لقصةٍ ترجع إلى أحد أعضاء سفارة كوبو (Cobbo)، عزا راغنار - الذي هاجم دير جيرمان قديس باريس، ثم ضواحي باريس القروسطية التي زارها كوبو لاحقاً - الطاعون إلى قوة القديس جيرمان الباريسي. حين عرضَ راغنار الذهب والفضة التي حازها إلى هوريك وتفاخر كيف كان سهلاً غزو باريس كما اعتقد، ورد عنه أنه انهار باكياً وروى أن المقاومة الوحيدة التي قابلها كانت من القديس المتوفى منذ فترةٍ طويلة. بما أن العديد من رجال راغنار ماتوا بعد مدةٍ ليست بعيدة من الغزو، كان الملكُ خائفاً حيثُ أنه أمر بإعدام جميع الناجين والإفراج عن جميع الأسرى النصارى. هذ الحدث، في جزءٍ منه، جعل هوريك يستقبل الأسقف أنسغار بشروطٍ ودية في مملكته. عاد الفايكنج مرارًا وتكرارًا في ستينيات القرن التاسع وحصلوا على الغنائم أو الفدية، لكن في نقطة تحول في تاريخ فرنسا، صمدت أسوار المدينة في وجه أعظم قوة مهاجمة للفايكنج في حصار باريس (885-886).
اضطر مجلس باريس ‏ إلى الانعقاد في مو بسبب الحصار، لكنه انتقل إلى باريس بعد رفع الحصار.